# Den calabriske have
Den calabriske have er en dansk dokumentarfilm fra 2020 instrueret af René Georg Johansen og Jacob K. Glogowski.

## Handling
På hellig jord i den syditalienske delstat Calabrien fylder århundredgamle katolske malerier og historiske møbler i et 1970'er palæ. I haverne fodrer Tirabassi-familien fårehundene, tørrer de hvide lagener, vander græsset og træner i poolen, mens de synger. I dag har familiens kvinder taget ansvaret for huset og dets omkringliggende landbrugsjord. Kvinderne er søjlerne i dette paradis. Den Calabriske Have er en opmærksom mosaik af de daglige ritualer for hunde og mennesker, der opretholder livets forløb.